# Swanland (Schiff)
Die Swanland war ein Küstenmotorschiff, das 1977 bei der Scheepswerf „Friesland“ in Lemsterland-Lemmer als Carebeka IX gebaut und 2011 von der Torbulk mit Sitz in Grimsby betrieben wurde. Das Schiff sank am 27. November 2011 mit 3.000 Tonnen Sandstein an Bord während eines Sturms in der Irischen See vor der walisischen Küste.

## Untergang
Die Swanland wurde am 27. November 2011 von einer für den Nordatlantik ungewöhnlich hohen Welle getroffen. Nachdem der Frachter leckgeschlagen war und Wasser eindrang, setzte die achtköpfige Besatzung um 2.00 Uhr Ortszeit einen Notruf ab. Zwei russische Besatzungsmitglieder wurden von der Hubschrauber-Rettungsstaffel der britischen Royal Air Force im walisischen Anglesey vom Rettungsfloß mittels Seilwinde in den Hubschrauber gezogen. Ein Seemann konnte nicht mehr gerettet werden. Fünf Besatzungsmitglieder, unter ihnen auch der 44-jährige Kapitän der Swanland Juri Schmeljow,  galten zunächst als vermisst. Copilot des Rettungshubschraubers war „Flight Lieutenant Wales“ alias Prinz William.